# NGC 1658
NGC 1658 est une galaxie spirale située dans la constellation du Burin. NGC 1658 a été découverte par l'astronome britannique John Herschel en 1837.

## Caractéristiques
Sa vitesse par rapport au fond diffus cosmologique est de 5 207 ± 10 km/s, ce qui correspond à une distance de Hubble de 76,8 ± 5,4 Mpc (∼250 millions d'al).
À ce jour, une douzaine de mesures non basées sur le décalage vers le rouge (redshift) donnent une distance de 71,383 ± 3,657 Mpc (∼233 millions d'al), ce qui est à l'intérieur des valeurs de la distance de Hubble. Notons cependant que c'est avec la valeur moyenne des mesures indépendantes, lorsqu'elles existent, que la base de données NASA/IPAC calcule le diamètre d'une galaxie et qu'en conséquence le diamètre de NGC 1658 pourrait être d'environ 45,8 kpc (∼149 000 al) si on utilisait la distance de Hubble pour le calculer.
La classe de luminosité de NGC 1657 est II-III.